# Скорович, Сергей Леонидович
Серге́й Леони́дович Скоро́вич (род. 5 апреля 1973, Фергана) — тренер по мини-футболу. Заслуженный тренер РФ. Кандидат педагогических наук.
Известен достижениями в качестве главного тренера мини-футбольного клуба «ВИЗ-Синара» (Екатеринбург, Россия) и на посту главного тренера мужских (национальной, студенческой, молодежной, юношеской) сборной России.

## Биография
Начал профессиональную карьеру футболиста в «Автомобилисте» Коканд. В 1991 году был приглашен на сборы с московским «Спартаком», но распад Советского Союза осложнил потенциальный переход.
Проведя ещё несколько лет в футболе, в основном играя за дубль екатеринбургского «Уралмаша»", в 1995 году перешёл в мини-футбол. Он остался в Екатеринбурге и стал игроком «Луча», а чуть позже — «ВИЗа». В составе «визовцев» дважды выигрывал серебряные медали чемпионата и становился обладателем Кубка высшей лиги.
После завершения игровой карьеры в 2002 году стал тренером дублирующего состава «ВИЗ-Синары», а в 2005 году возглавил первую команду. В 2007 году привёл екатеринбуржцев к победе в Кубке России, а через год — в Кубке УЕФА.
В сезонах 2008/2009 и 2009/2010 года «Синара» под руководством Скоровича дважды становилась чемпионом Суперлиги.
В 2009 году был назначен старшим тренером мужских команд сборной России.
Под его руководством национальная команда стала серебряным медалистом чемпионата мира (2016), четырежды завоевывала серебряные медали чемпионата Европы (2012, 2014, 2016, 2022) и становилась бронзовым призером чемпионата Европы (2018).
1 марта 2022 года Российский Футбольный Союз объявил о прекращении сотрудничества с Сергеем Скоровичем в связи с истечением контракта.
В апреле 2023 года за особые заслуги и за значительный вклад в развитие отечественного мини-футбола награжден медалью АМФР «За верность делу».
2 июня 2023 года занял пост главного тренера мини-футбольного клуба «Торпедо» (Нижний Новгород). Контракт подписан на 3 года.

## Достижения
Как игрок
- Серебряный призёр Чемпионата России по мини-футболу: 1997/98, 1998/99
- Обладатель Кубка высшей лиги: 1998

Как тренер
- Серебряный призёр чемпионата мира: 2016
- Серебряный призёр Чемпионата Европы по мини-футболу: 2012, 2014, 2016, 2022
- Бронзовый призёр чемпионата Европы по мини-футболу: 2018
- Серебряный призёр юношеских Олимпийских игр: 2018
- Чемпион мира среди студенческих команд: 2014, 2018
- Серебряный призёр чемпионата мира среди студенческих команд: 2012, 2016
- Обладатель Кубка УЕФА по мини-футболу: 2007/08
- Финалист Кубка УЕФА по мини-футболу: 2008/09
- Чемпион России по мини-футболу: 2008/09, 2009/10
- Обладатель Кубка России по мини-футболу: 2007
- Финалист Кубка России: 2007/08, 2008/09
- Серебряный призёр Чемпионата России по мини-футболу: 2005/06, 2006/07
- Бронзовый призёр чемпионата России по мини-футболу: 2007/08